# Caratê nos Jogos Europeus de 2015 - Até 75 kg masculino
A competição masculina até 75 kg do caratê nos Jogos Europeus de 2015 foi realizada no Baku Crystal Hall em 13 de junho de 2015.

## Calendário
Horário de verão do Azerbaijão (UTC+5).
| Data        | Horário | Fase                |
| ----------- | ------- | ------------------- |
| 13 de junho | 11:00   | Fase qualificatória |
| 13 de junho | 16:00   | Semifinal           |
| 13 de junho | 18:00   | Final               |

## Medalhistas
| Ouro   | AZE Rafael Aghayev |
| Prata  | ITA Luigi Busa     |
| Bronze | TUR Erman Eltemur  |

## Resultados

### Fase qualificatória

#### Grupo A
| Atleta               | J | V | E | D | Pontos | Pontos | Pontos |
| Atleta               | J | V | E | D | GP     | GC     | Dif    |
| -------------------- | - | - | - | - | ------ | ------ | ------ |
| TUR Erman Eltemur    | 3 | 3 | 0 | 0 | 10     | 3      | +7     |
| AZE Rafael Aghayev   | 3 | 2 | 0 | 1 | 9      | 6      | +3     |
| LAT Ruslans Sadikovs | 3 | 0 | 1 | 2 | 2      | 5      | -3     |
| UKR Illya Nikulin    | 3 | 0 | 1 | 2 | 1      | 8      | -7     |

|                      | Placar |                      |
| -------------------- | ------ | -------------------- |
| AZE Rafael Aghayev   | 3–0    | UKR Illya Nikulin    |
| LAT Ruslans Sadikovs | 0–1    | TUR Erman Eltemur    |
| AZE Rafael Aghayev   | 3–5    | TUR Erman Eltemur    |
| LAT Ruslans Sadikovs | 1–1    | UKR Illya Nikulin    |
| UKR Illya Nikulin    | 0–4    | TUR Erman Eltemur    |
| AZE Rafael Aghayev   | 3–1    | LAT Ruslans Sadikovs |

#### Grupo B
| Atleta                  | J | V | E | D | Pontos | Pontos | Pontos |
| Atleta                  | J | V | E | D | GP     | GC     | Dif    |
| ----------------------- | - | - | - | - | ------ | ------ | ------ |
| GER Noah Bitsch         | 3 | 2 | 1 | 0 | 5      | 1      | +4     |
| ITA Luigi Busa          | 3 | 2 | 0 | 1 | 3      | 2      | +1     |
| FRA Logan Da Costa      | 3 | 1 | 1 | 1 | 9      | 3      | +6     |
| CYP Panayiotis Loizides | 3 | 0 | 0 | 3 | 2      | 13     | -11    |

|                    | Placar |                         |
| ------------------ | ------ | ----------------------- |
| GER Noah Bitsch    | 0–0    | FRA Logan Da Costa      |
| FRA Luigi Busa     | 1–0    | CYP Panayiotis Loizides |
| GER Noah Bitsch    | 3–1    | CYP Panayiotis Loizides |
| ITA Luigi Busa     | 2–0    | FRA Logan Da Costa      |
| FRA Logan Da Costa | 9–1    | CYP Panayiotis Loizides |
| GER Noah Bitsch    | 2–0    | ITA Luigi Busa          |

### Finais
|  | Semifinais         | Semifinais         |   |                   | Final               | Final |  |
|  |                    |                    |   |                   |                     |       |  |
|  |                    |                    |   |                   |                     |       |  |
|  | TUR Erman Eltemur  | 4                  |   |                   |                     |       |  |
|  | ITA Luigi Busa     | 4                  |   |                   |                     |       |  |
|  |                    |                    |   |                   |                     |       |  |
|  |                    |                    |   |                   |                     |       |  |
|  |                    |                    |   |                   | ITA Luigi Busa      | 0     |  |
|  |                    | AZE Rafael Aghayev | 1 |                   |                     |       |  |
|  |                    |                    |   |                   |                     |       |  |
|  |                    |                    |   |                   |                     |       |  |
|  |                    |                    |   |                   | Disputa pelo bronze |       |  |
|  |                    |                    |   |                   |                     |       |  |
|  | AZE Rafael Aghayev | 1                  |   | TUR Erman Eltemur | '5                  |       |  |
|  | GER Noah Bitsch    | 0                  |   |                   | GER Noah Bitsch     | 0     |  |